# Aleksandr Abrosimow
Aleksandr Abrosimow (ur. 25 sierpnia 1983 w Nowokujbyszewsku) – rosyjski siatkarz grający na pozycji środkowego, reprezentant kraju. Od sezonu 2020/2021 występuje w drużynie Dinamo-LO.

## Sukcesy klubowe
Puchar Rosji:
- 2005, 2009

Liga Mistrzów:
- 2011
- 2006, 2013

Mistrzostwo Rosji:
- 2009, 2010, 2011, 2014
- 2006
- 2013

Klubowe Mistrzostwa Świata:
- 2009, 2011

Superpuchar Rosji:
- 2010, 2012

## Sukcesy reprezentacyjne
Mistrzostwa Europy Kadetów:
- 2001

Mistrzostwa Świata Kadetów:
- 2001

Liga Światowa:
- 2006

Letnia Uniwersjada:
- 2011

## Nagrody indywidualne
- 2001: Najlepszy blokujący Mistrzostw Świata Kadetów
- 2005: MVP Pucharu Rosji
- 2011: Najlepszy blokujący Ligi Mistrzów